# Тукоджі Рао II
Тукоджі Рао II (гінді तुकोजीराव होलकर द्वितीय; 3 травня 1835 — 17 червня 1886) — магараджа Індаура у 1844–1886 роках.

## Життєпис
Походив з династії Холкарів. Молодший син Сантоджі Рао, стрийка магараджи Мартанд Рао. Народився 1835 року, отримавши ім'я Ясвант. 1844 року після смерті Ханде Рао II британці підтримали кандидатуру Ясванта, що після сходження на трон взяв ім'я Тукоджі Рао II.
Фактичну владу здійснювала регентська рада під керуванням Крішни Баї, контрольована британським резидентом. 1846 року оженився на Малса Баї. З 1848 року магараджа офіційно почав брати участь в уряді. Після смерті Крішни Баї у 1849 році ще більше розширив свою участь у державних справах і 8 березня 1852 року отримав повну владу.
У 1857—1859 роках під час повстання сіпаїв залишився вірним Британській Ост-Індській компанії. Але його війська розкололися: 5200 маратхів атакували резиденцію магарджи та британського резидента. Почалися потужні хвилювання через інших залог князівства. Зрештою з 4 тис. вірних військ переміг повсталих, зрештою відновивши владу в усіх володіннях. 1860 року отримав від Компанії компенсацію в 500 тис. рупій за витрати під час повстання сіпаїв.
З 1861 року від британського уряду став отримувати 25 425 рупій на рік за паргану (округ) Патан, який був переданий князівству Бунді ще в 1818 році, і 57874 рупії як данину з князівства Пратабгарх у Раджпутані. 25 червня 1861 року став кавалером Ордена Зірки Індії, а 11 березня 1862 року отримав санад, що гарантував право усиновлення.
З метою поліпшення управління землями між 1861 і 1868 роками відбулося кілька обмінів територіями: райони Сатвас у Немаварі, Барваха, Дхаргаон, Касравад і Мандлешвар у Німарі були обміняні на землі в Декані, Сполучених провінціях та інших місцях. У 1864 році він надав кілька земель, необхідних для проходження залізниць через князівство. У 1869 році зробив значний внесок у будівництво гілки Хандва-Індаурської частки залізниці Раджпутана-Малва, відомої як державна залізниця Холкар.
Протягом першої половини 1870-х років приділяв увагу поліпшенню фінансів, освіти та управління. У 1877 році близько 932 км² території в регіоні Сатпура було передано Індауру га честь прийняття британською королевою Вікторією титулу імператриці Індії та отримав право на салют з 21 гармати. 1 січня 1878 року став кавалером ордена Індійської імперії. У 1878 і 1880 роках підписав договори про поштові послуги та продаж і добування солі.
Помер Тукоджі Рао II у Махешварі 1886 року, йому спадкував єдиний живий на той час син Шиваджі Рао.